# Gustav Vischer

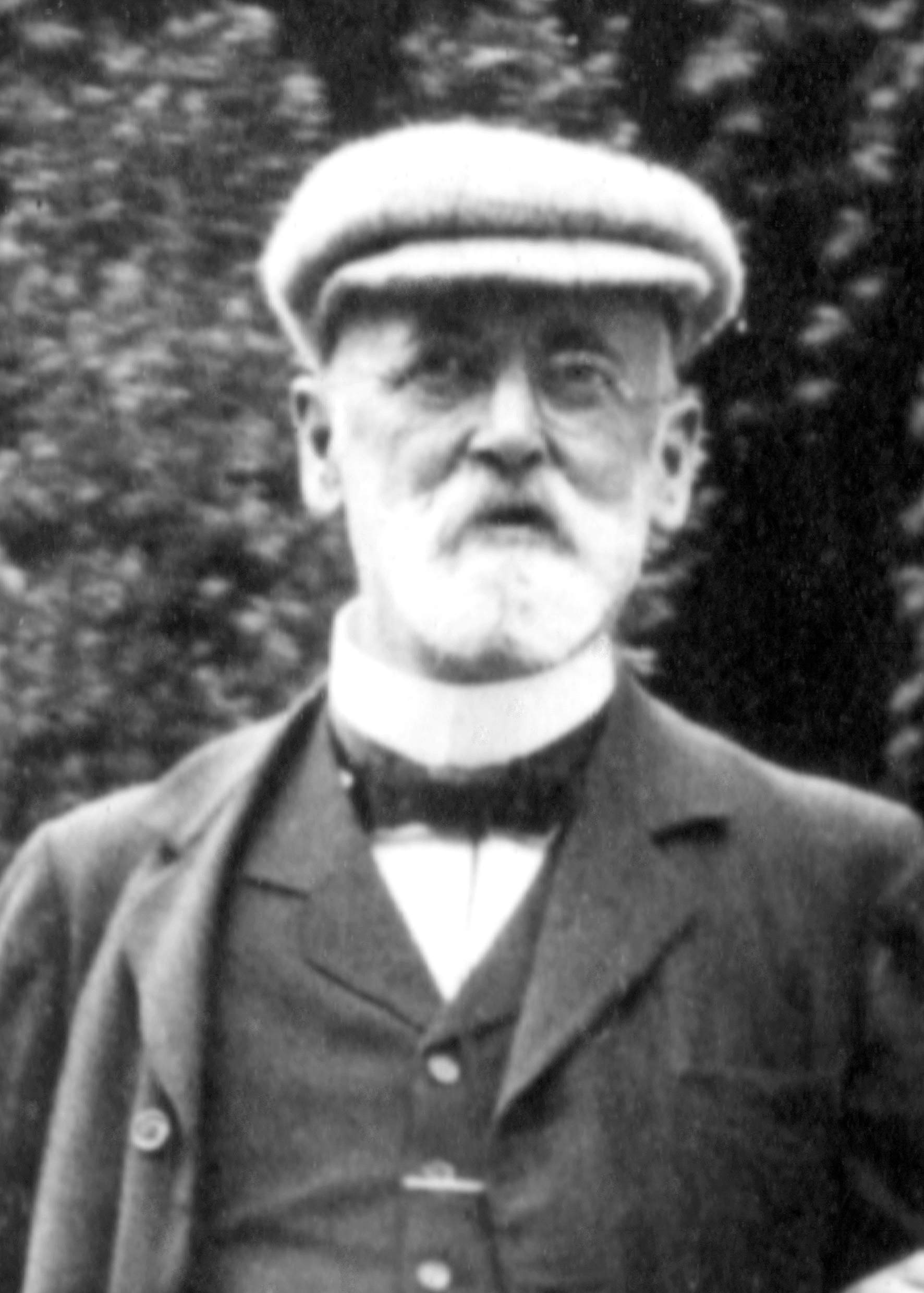
Gustav Vischer (ca. 1920)

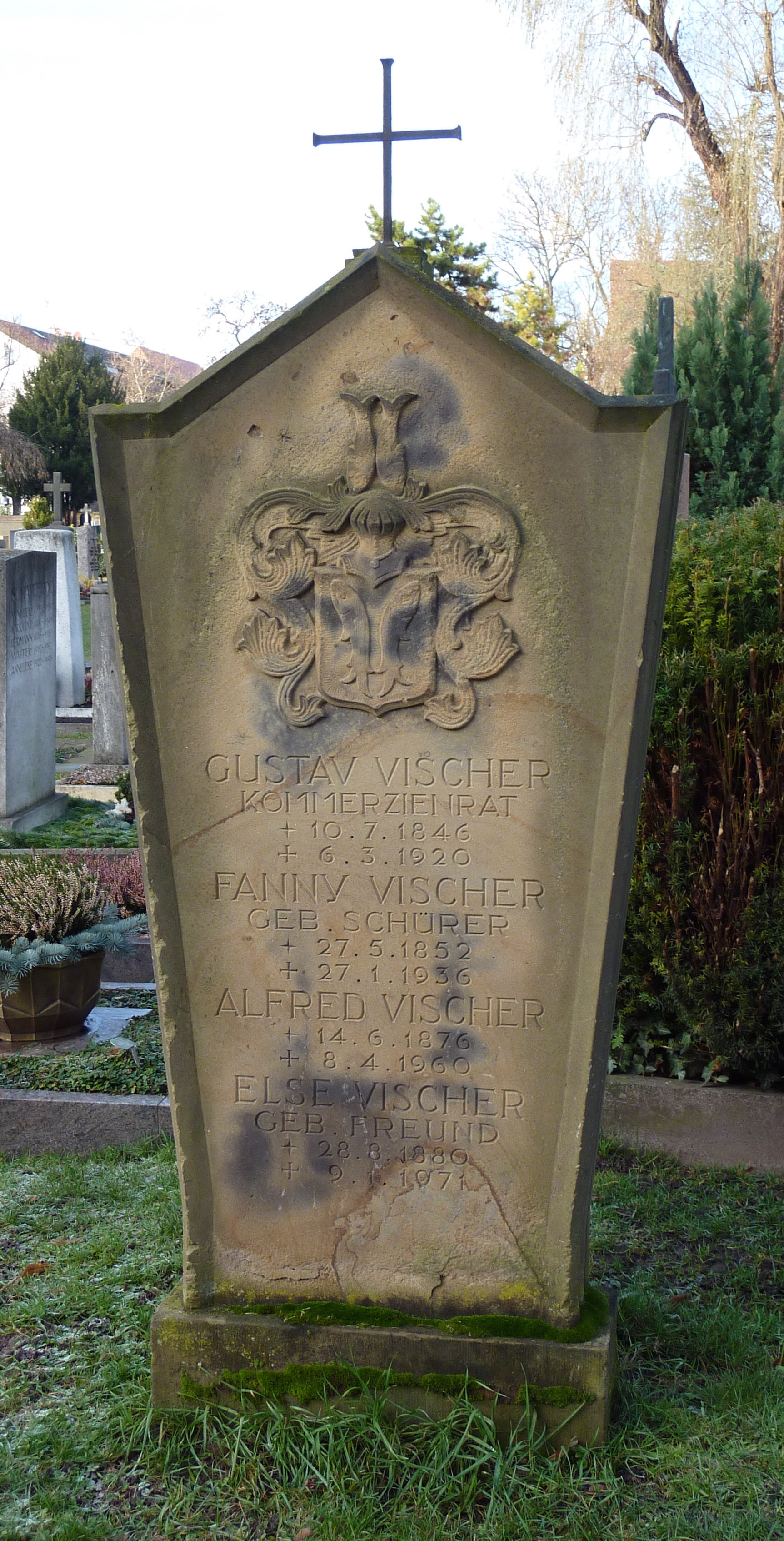
Grabstein Vischers auf dem Uff-Kirchhof in Cannstatt

Gustav Friedrich Vischer (* 10. Juli 1846 in Allmersbach im Tal; † 6. März 1920 in Stuttgart-Cannstatt) war geschäftsführender Direktor der Daimler-Motoren-Gesellschaft (DMG) in Cannstatt und der erste Vorsitzende des Vereins Deutscher Motorfahrzeug-Industrieller (VDMI).
Vischer, Sohn des Mundelsheimer Pfarrers Hermann August Vischer (1816–1892) und der Friederike Caroline Emilie Schuster, wurde von Max Duttenhofer 1891 als kaufmännischer Direktor an die Spitze der neugegründeten DMG berufen. Er leitete diese von 1900 bis 1910. Bis zu seinem Tod 1920 war er Mitglied des Aufsichtsrates der DMG.
1901 gründete er mit anderen Direktoren der Automobilindustrie den Verein Deutscher Motorfahrzeug-Industrieller (VDMI, heute Verband der Automobilindustrie (VDA)), zu dessen erstem Vorsitzenden er gewählt wurde.